# Marsh & McLennan Companies
Pour les articles homonymes, voir Marsh et McLennan.
Marsh & McLennan Companies (MMC) est une entreprise de gestion des risques, basée aux États-Unis. Marsh & McLennan Companies emploie plus de 83 000 personnes et son chiffre d'affaires dépasse 19 milliards de dollars. Le groupe propose des services dans plus de 130 pays.

## Histoire
L'entreprise Burrows, Marsh & Mc Lennan est née de l'association de Henry W. Marsh et Donals R. McLennan à Chicago en 1905. Burrows, Marsh & Mc Lennan fut renommé Marsh & McLennan Companies en 1906.
En 1984, la société enregistre une perte de $90 millions après avoir investi sans autorisation dans des obligations déficitaires.
En mai 1992, A. J. C. Smith est nommé directeur général de la société, succédant à Frank J. Tasco. E 1992, Marsh acquiert Mercer. En 1998, Marsh & McLennan acquiert Sedgwick, le plus grand assureur indépendant européen, pour $2 milliards,.
Le 11 septembre 2001, la société avait des bureaux sur huit étages, de 93 à 100, de la tour nord du World Trade Center. Quand le vol 11 d'American Airlines s'est écrasé dans le bâtiment, ses bureaux ont traversé toute la zone d'impact, les étages 93 à 99 . La firme perd 295 de ses membres dans les attentats du 11 septembre 2001.
En 2003, Marsh acquiert Oliver Wyman. En 2004, Marsh & McLennan acquiert Kroll pour 1,9 milliard de dollars.
En 2007, Marsh & McLennan vend sa division de gestion de fonds Putnam Investments à l'assureur Great-West Lifeco pour 3,9 milliards de dollars.
En 2010, Marsh & McLennan vend Kroll à Altegrity, filiale de Providence Equity Partners, pour 1,13 milliard de dollars, après avoir admis une dépréciation d'actif sur Kroll de 855 millions de dollars et après avoir vendu plusieurs unités de cette filiale au fil des années,,.
En 2012 et 2013, Oliver Wyman remporte plusieurs contrats sur l'élaboration et la mise en place des Stress test pour le compte de la Banque centrale européenne et de l'Espagne.
En septembre 2018, Marsh & McLennan annonce l'acquisition de Jardine Lloyd Thompson pour 4,3 milliards de livres. L'opération est complétée en avril 2019 et Dan Glaser est nommé CEO du nouveau groupe.
En octobre 2024, elle annonce acquérir le courtier américain McGriff pour un "montant record" de 7,75 milliards de dollars.

## Activités
Marsh intervient notamment dans le domaine de la gestion des risques pour les acteurs du secteur énergétique. 
Dans le contexte de la transition énergétique, Marsh développe des solutions spécifiques pour des projets liés à l’hydrogène ou au stockage du dioxyde de carbone (CO₂), en lien avec les objectifs de décarbonation de l’industrie. L’entreprise intervient également sur des problématiques émergentes telles que la cybersécurité ou les perturbations des chaînes d’approvisionnement.